# Prehistoric Isle
Prehistoric Isle é um videogame shoot 'em up desenvolvido e publicado em 1989 pela SNK para arcades. Ambientado na década de 1930, onde navios nas Bahamas misteriosamente desapareceram, os jogadores assumem o papel de pilotos do Corpo de Fuzileiro Navais dos EUA que se utilizam de biplanos para uma missão de reconhecimento em "Greenhell Isle", uma ilha fictícia habitada por dinossauros e criaturas consideradas, até então, extintas.
Liderado por um diretor sob o pseudônimo de "Yah!", o jogo foi desenvolvido majoritariamente pela mesma equipe que mais tarde trabalharia em diversos outros projetos para as plataformas Neo Geo da SNK. Embora lançado inicialmente nos arcades, o título já foi relançado através de serviços de download e em compilações para diversos consoles.
O jogo recebeu avaliações positivas desde seu lançamento inicial no arcade por parte dos críticos que elogiaram o seu visual, a sua sonoplastia, a sua jogabilidade e a sua originalidade.
Uma sequência, intitulada Prehistoric Isle 2, foi lançada em 1999 para o Neo Geo MVS, mas não foi bem sucedida como seu antecessor.

## Jogabilidade
Prehistoric Isle é um scrolling shoot 'em up, parecido com o jogo R-Type, onde os jogadores assumem o papel de pilotos do Corpo de Fuzileiro Navais dos EUA que tomam o controle de biplanos, que são enviados em uma missão de reconhecimento através de cinco fases na "Greenhell Isle", uma ilha fictícia habitada por dinossauros e criaturas antes consideradas extintas. Os jogadores controlam os aviões sobre um plano de fundo em constante movimento, onde o cenário nunca para de se mover até que um chefe que deve ser combatido antes de progredir seja encontrado. Os jogadores têm apenas uma arma à sua disposição: um tiro padrão que percorre uma distância máxima do comprimento da tela. Um recurso que o jogo oferece é a “opção” de satélite: ao coletar um ícone "P" destruindo ovos de dinossauro, os jogadores ganham uma "opção" de satélite semelhante ao R-Type, que dispara vários tipos de armas dependendo de sua posição atual no stoptrack. Vários outros itens também podem ser coletados ao longo do caminho, como aceleradores e ícones "$" para ganhar pontos. Caso o avião do jogador seja atingido por inimigos, por fogo inimigo ou caso um certo número de neandertais subam nele, uma vida será perdida, mas o jogador reaparecerá, perdendo poder de fogo do seu avião, que volta ao seu estado original.

## Sinopse
Na década de 1930, navios que passeavam pelas proximidades das Bahamas começaram a desaparecer misteriosamente. Os Estados Unidos e países vizinhos decidiram encarregar uma equipe de investigação do Corpo de Fuzileiros Navais para determinar a sua causa.
Após investigar o oceano, a tripulação de expedição se depara com uma terra desconhecida chamada "Ilha Greenhell" e lança dois biplanos de reconhecimento para examiná-la mais detalhadamente. Durante suas pesquisas, os biplanos são atacados por dinossauros e criaturas consideradas, até então, extintas.

## Desenvolvimento e lançamento
Prehistoric Isle foi criado pela mesma equipe da SNK que mais tarde trabalharia em vários projetos para as plataformas Neo Geo. Seu desenvolvimento foi liderado por um diretor sob o pseudônimo de "Yah!", com Eikichi Kawasaki atuando como produtor. Os códigos do jogo foram escritos por dois programadores sob os pseudônimos de Itsam Matarca e Takoguti Kamen 001. Hideki Fujiwara, Violetche Nakamoto, Tomomi M. e "Yokochan" atuaram como designers do projeto. A trilha sonora foi co-escrita pelos compositores Shinsekai Gakkyoku Zatsugidan, Toshikazu Tanaka e Yoko Osaka, com Tanaka responsável por dar os nomes para cada faixa musical.
Prehistoric Isle foi lançado pela primeira vez em fliperamas no Japão, América do Norte e Europa pela SNK em 1989. Antes do lançamento, ele foi apresentado em um estado jogável na AOU Show de 1989.
No mesmo ano, em 21 de setembro, um álbum contendo a trilha sonora foi co-publicado exclusivamente no Japão pela Scitron e Pony Canyon.
O jogo foi relançado pela SNK Playmore no Japão como parte da compilação SNK Arcade Classics 0 para PSP em 2011.
Mais tarde, durante o mesmo ano, o título foi posteriormente lançado para a PlayStation Network pela G1M2. Também foi incluído como parte da compilação SNK 40th Anniversary Collection.

## Recepção
Prehistoric Isle teve uma recepção positiva desde seu lançamento inicial nos fliperamas. No Japão,a Game Machine listou-o em sua edição de 1 de julho de 1989 como sendo o sexto jogo para fliperamas de maior sucesso do mês, superando títulos como Arbalester, Crack Down e Dynasty Wars.

## Sequência
Uma sequência para Prehistoric Isle já havia sido divulgada durante os créditos. Prehistoric Isle 2 foi lançado em 1999 para o Neo Geo MVS, mas o jogo foi menos popular que seu antecessor. Posteriormente, foi relançado para os serviços PlayStation Network, Nintendo eShop e Xbox Live.